# The Cuckoo's Egg
The Cuckoo's Egg: Tracking a Spy Through the Maze of Computer Espionage är en bok skriven 1989 av Clifford Stoll. I den berättar han om hur en hackare bröt sig in på hans servrar på Lawrence Berkeley National Laboratory (LBNL) och hur han i samarbete med FBI bar sig åt för att spåra attackeraren. Boken översattes till svenska av Lennart Lundberg 1996 med den svenska titeln En Hacker i Systemet.
Handlingen utvecklas till en bisarr historia där Stoll och FBI till slut spårar upp en förvirrad person som blivit besatt av siffran 23 efter att ha läst Illuminatus!. Det visar sig att dataintrången utförts på beställning av en utländsk ambassad. Efter att ha blivit uppspårad hittas den förvirrade personen till slut uppeldad i skogen, den 23dje dagen i månaden, 23 år gammal (23 maj 1989).